# 미야구치역
미야구치역(일본어: 宮口駅)은 일본 시즈오카현 하마마쓰시 하마나구 미야구치에 있는 덴류하마나코 철도의 철도역이다. 무인역이다.

## 역세권 정보
- 아라타마노 유(온천 시설) - 당역에서 북쪽으로 도보 30분
- 하마키타 미야구치 우체국
- 하마마쓰시 아라타마 중학교
- 하마마쓰시 아라타마 소학교
- 국도 제362호선

개업전인 1924년 - 1937년 사이에 경변철도를 운영하던 세이엔 철도 미야구차 역이 당역 남쪽에 위치하고 있었다.

## 역사
- 1940년 6월 1일 - 도토미모리 역 - 가나사시 역 구간 개통시에 국철 후타마타 선의 역으로 개업.
- 1962년 6월 15일 - 화물 취급 폐지(여객 전용역이 됨).
- 1987년 3월 15일 - 후타마타 선이 제3섹터철도로 전환되어 덴류 하마나코 철도의 역이 되었다.

## 인접역
| 덴류 하마나코 철도 ■ 덴류하마나코 선 | 덴류 하마나코 철도 ■ 덴류하마나코 선 | 덴류 하마나코 철도 ■ 덴류하마나코 선 |
| ------------------------------------ | ------------------------------------ | ------------------------------------ |
| 간수이지 가케가와 방면               | 보통                                 | 프루트파크 신조하라 방면             |